# Adolescents (canción de Incubus)
«Adolescents» es una canción de rock alternativo de la banda Incubus. Es el primer sencillo del séptimo álbum de la banda, If Not Now, When?. Fue publicada en la página web de la banda el 4 de abril de 2011. Este es su primer sencillo después de dos años, pues el último fue Let's go crazy, cover a Prince del disco Monuments and Melodies, el 2009.

## Video musical
El 28 de abril de 2011 fue lanzado oficialmente el video de la canción en su canal de YouTube. Fue dirigido por Brantley Gutiérrez.

## Posicionamiento en listas
| Lista (2011)                       | Mejor posición |
| ---------------------------------- | -------------- |
| Estados Unidos (Alternative Songs) | 3              |
| Estados Unidos (Rock Songs)        | 3              |